# Drengene fra Ølsemagle
Drengene fra Ølsemagle er en dansk dokumentarfilm fra 1999, der er instrueret af Anders Gustafsson.

## Handling
Hvordan får man en kæreste? Skriver et brev? Får en veninde til at spørge? Spørger selv? De spørgsmål optager Nicolai, Peter, Stephan, Lars og de andre unge fra fritidscentret Bag Skorstenen i Ølsemagle. Filmen følger drengene i deres hverdag på skolen, til fest og i klubben, hvor der blandt andet arrangeres modeshow. Håret bliver sat og drømmene luftet på den lange catwalk. Der er mange måder at score på og mange søde piger.